# Gregg Karukas
Gregg Karukas, (Baltimore, 1956. május 18. –) Grammy-díjas amerikai dzsesszzongorista.

## Pályafutása
Washingtonban vált ismertté, majd 1982-ben Los Angelesbe költözött. Melissa Manchester mellett volt, mielőtt 1986-ban társalapítója nem lett a The Rippingtonsnak. Gyerekkorában kísérletezett dobokkal, gitárral, trombitával és billentyűs hangszerekkel. Tinédzser korában zongoristaként kezdett zenélni a Bowie High School „Starliners” big bandben. Tizenhat évesen az övé lett az egyik első Minimoog szintetizátor.
Karukas öt évet töltött Tim Eyermannal az East Coast Offering zenekarban. Los Angelesben Shelby Flinttel, David Benoit-val, Richard Elliottal, Grant Geissmannel, Dave Kozzal, Ronnie Laws-szal és Melissa Manchesterrel dolgozott.
A Rippingtonsstal 1985 novemberében felvették első albumukat, a „Moonlighting”-ot. Ekkoriban együtt dolgozott Larry Carltonnal, Jeffrey Osborne-nal, George Duke-kal, Rick Braunnal, Brenda Russellel, Craig Chaquico-val, Boney Jamesszel és Peter White-tal.
Együttműködött Dori Caymmi brazil zeneszerzővel és Ricardo Silveiraval. Két album producere, hangszerelése, tervezése és társszerzője volt Omar Akrammal, akinek „Echoes of Love”-ja 2013-ban elnyerte a legjobb „New Age album” Grammy-díjat.
Karukas többször is megkapta a legjobb billentyűs jelölést az „Oasis” és a „National Smooth Jazz Awards”-on.

## Lemezek
- 1987: The Night Owl
- 1990, 1998: Key Witness
- 1992, 1998: Sound of Emotion
- 1993, 1998: Summerhouse
- 1993: Home for the Holidays
- 1995: You'll Know It's Me
- 1998: Blue Touch
- 2000: Nightshift
- 2002: Heatwave
- 2004: Gregg Karukas (Best of)
- 2005: Looking Up
- 2009: GK
- 2014: Soul Secrets

## Díjak
- 2013: Grammy-díj (smooth dzsessz kategória)